# Чемпионство IWGP в тяжёлом весе
Чемпионство IWGP в тяжёлом весе (англ. IWGP Heavyweight Championship, яп. IWGPヘビー級王座) — является упразднённым мировым чемпионским титулом по рестлингу в тяжёлом весе, которым владел промоушен New Japan Pro-Wrestling (NJPW). IWGP — это аббревиатура руководящего органа NJPW, Международного гран-при по рестлингу (англ. International Wrestling Grand Prix). Титул был представлен 12 июня 1987 года в финале турнира IWGP. 4 марта 2021 года титул был объединён с титулом интерконтинентального чемпиона IWGP, после чего был образован титул чемпиона мира IWGP в тяжёлом весе.  
С 1987 по 2021 год чемпионат был представлен четырьмя различными поясами. Пояс четвёртого и последнего поколения был введен в марте 2008 года.

## История титула
Ранняя версия этого чемпионства была представлена в 1983 году для победителя (Халка Хогана) «Лиги IWGP» 1983 года. С тех пор титул защищался ежегодно против победителя «Лиги IWGP» текущего года. Новый чемпионат IWGP в тяжёлом весе появился только в 1987 году, заменив старую версию. Версия 1987 года регулярно защищалась и была главным титулом NJPW до введения титула чемпиона мира IWGP в тяжёлом весе в 2021 году.
На протяжении истории несколько рестлеров были вынуждены отказаться от титула из-за невозможности участвовать в его защите. Когда рестлер получал травму или не мог участвовать по другим причинам, для определения нового чемпиона проводились турниры.
В 2006 году Брок Леснар был лишён титула за отказ защищать его, заявив, что NJPW задолжала ему деньги. Компания назначила нового чемпиона, а Леснар сохранил физический пояс. В 2007 году он подписал контракт с Inoki Genome Federation (IGF) Антонио Иноки и проиграл титул Курту Энглу на первом шоу промоушена. Позже Энгл проиграл пояс в объединительном матче признанному чемпиону NJPW  Синсукэ Накамуре в 2008 году.
5 января 2020 года Тецуя Найто завоевал титулы чемпиона в тяжелом весе и титул интерконтинентального чемпиона. Оба титула сохранили свою индивидуальную историю, но защищались одновременно. Иногда это называли «Двойным чемпионством». Через год после победы Найто президент NJPW объявил об объединении титулов, деактивировав интерконтинентальный титул и сформировав новый титул чемпиона мира IWGP в тяжёлом весе. 4 марта 2021 года двойной чемпион Кота Ибуси победил Эль Десперадо, объединив и отправив в историю оба титула.